# José Luis Cuero
José Luis Cuero (Cali, Colombia; 23 de febrero de 1987) es un futbolista colombiano. Juega como defensa central o volante lateral de marca.

## Clubes
| Club                    | País     | Temporada   |
| ----------------------- | -------- | ----------- |
| Centauros Villavicencio | Colombia | 2008 - 2009 |
| Atlético Bucaramanga    | Colombia | 2009 - 2010 |
| Inti Gas                | Perú     | 2011        |
| América de Cali         | Colombia | 2011        |